# Artur Pasiński
Artur Pasiński (ur. 29 marca 1996) – polski siatkarz, grający na pozycji przyjmującego. 
Jego ojcem jest Jacek Pasiński. W przeszłości był siatkarzem, a od kilku lat jest trenerem kobiecych polskich klubów siatkarskich. Jego dziewczyną jest siatkarka Justyna Łysiak .

## Sukcesy klubowe

### juniorskie
Turniej Nadziei Olimpijskiej:
- 2011

### seniorskie
Liga austriacka:
- 2016

I liga:
- 2025[6]
- 2018

Akademickie Mistrzostwa Polski:
- 2019

## Nagrody indywidualne
- 2019: MVP Akademickich Mistrzostw Polski[7]